# كابياء صغيرة
كابياء صغيرة (الاسم العلمي:Microcavia) هي جنس من الحيوانات يتبع فصيلة الكابيائية من رتبة القوارض.

## أنواع
- كابياء صغيرة جنوبية (الاسم العلمي:Microcavia australis)
- كابياء صغيرة أنديزية (الاسم العلمي:Microcavia niata)
- كابياء صغيرة شيبونية (الاسم العلمي:Microcavia shiptoni)